# Gyrocarpus mocinoi
Gyrocarpus mocinoi là một loài thực vật có hoa trong họ Hernandiaceae. Loài này được Espejo miêu tả khoa học đầu tiên năm 1991.